# Bosjean
Bosjean település Franciaországban, Saône-et-Loire megyében. Lakosainak száma 311 fő (2022. január 1.). Bosjean Le Planois, Chapelle-Voland, Cosges, Bouhans, Sens-sur-Seille és Le Tartre községekkel határos.

## Népesség
A település népességének változása:
| Lakosok száma | 322  | 319  | 308  | 302  | 296  | 290  | 302  | 311  |
|               | 2013 | 2015 | 2017 | 2018 | 2019 | 2020 | 2021 | 2022 |